# Salminus brasiliensis
Salminus brasiliensis és una espècie de peix de la família dels caràcids i de l'ordre dels caraciformes.

## Morfologia
- Els mascles poden assolir 100 cm de llargària total.[3] i 31,4 kg de pes.[4]

## Alimentació
És carnívor: menja peixos i crustacis.

## Hàbitat
Viu en zones de clima tropical.

## Distribució geogràfica
Es troba a Sud-amèrica, a les conques dels rius Paranà, Paraguai, Uruguai i Mamoré, i a Laguna dos Patos.

## Longevitat
Pot arribar a viure 9 anys.